# Pyramica kempfi
Pyramica kempfi är en myrart som först beskrevs av Taylor och Brown 1978.  Pyramica kempfi ingår i släktet Pyramica och familjen myror. Inga underarter finns listade i Catalogue of Life.